# Liga ARC
La Liga ARC es una de las ligas de remo en banco fijo que fue creada en 2006 por la Asociación de Remo del Cantábrico (ARC) recién constituida por clubes de remo de la zona norte de España, en particular Cantabria y País Vasco, que no pertenecían a la La Liga Eusko Label (ACT) a los que se han añadido clubes de remo asturianos y vasco-franceses.
Situada por debajo de la Liga ACT, es la categoría de plata del remo, junto con la Liga Gallega de Traineras (LGT). Sirve para apoyar e impulsar una disciplina deportiva del remo como las traineras en el norte de España.
Las regatas se desarrollan habitualmente desde mediados de junio hasta comienzos de septiembre, con un seguimiento de todos los medios de comunicación, televisándose algunas regata en EiTB. La Liga ARC, engloba a dos grupos de competición desde su fundación en 2006, el Grupo 1 y el Grupo 2; estableciéndose un sistema de play-off para regular los accesos entre ambos grupos y del Grupo 1 a la Liga ACT. En 2021 forman un total de 23 clubes y más de 500 remeros.

## Historial

### Grupo 1
Nota: Resaltados los equipos que ascienden a la Liga ACT. Entre paréntesis, puntos obtenidos por el club.
| Año  | Clubes | Ganador           | Segundo             | Tercero             |
| ---- | ------ | ----------------- | ------------------- | ------------------- |
| 2006 | 12     | San Pedro (127)   | Isuntza (110)       | Getaria (90)        |
| 2007 | 12     | Getaria (148)     | San Juan (134)      | Isuntza (116)       |
| 2008 | 12     | Kaiku (157)       | Isuntza (145)       | Camargo (137)       |
| 2009 | 12     | Astillero (174)   | San Juan (165)      | Santurtzi (133)     |
| 2010 | 12     | Santurtzi (148)   | Camargo (147)       | Isuntza (142)       |
| 2011 | 12     | Portugalete (161) | Ciérvana (143)      | Lekittarra (139)    |
| 2012 | 12     | Orio (144)        | Santurtzi (123)     | Isuntza (107)       |
| 2013 | 12     | Ciérvana (137)    | Isuntza (127)       | Santurtzi (122)     |
| 2014 | 12     | Getaria (131)     | Zumaia (128)        | Lekittarra (123)    |
| 2015 | 12     | Getaria (147)     | Zumaia (137)        | Ondarroa (130)      |
| 2016 | 12     | Ondarroa (178)    | Donostiarra (147)   | Getaria (143)       |
| 2017 | 12     | Donostiarra (178) | Santurtzi (154)     | Lekittarra (128)    |
| 2018 | 12     | Astillero (157)   | Lekittarra (148)    | Deusto-Bilbao (133) |
| 2019 | 12     | Zarauz (184)      | Deusto-Bilbao (171) | Getaria (162)       |
| 2020 | 12     | Pedreña (11,58)   | San Pedro (10,83)   | Getaria (8,70)      |
| 2021 | 13     | Getaria (11,53)   | Kaiku (11,13)       | Pedreña (10,93)     |
| 2022 | 12     | San Pedro (142)   | Pedreña (134)       | Arkote (133)        |

### Grupo 2
Nota: Resaltados los equipos que ascienden al Grupo 1. Entre paréntesis, puntos obtenidos por el club.
| Año  | Clubes | Ganador             | Segundo             | Tercero              |
| ---- | ------ | ------------------- | ------------------- | -------------------- |
| 2006 | 10     | Kaiku (98)          | Ur-Kirolak (74)     | Urola-Kosta (73)     |
| 2007 | 10     | Castro B (109)      | Portugalete (99)    | Busturialdea (96)    |
| 2008 | 11     | Astillero (143)     | Orio B (130)        | Trintxerpe (101)     |
| 2009 | 13     | Deusto (175)        | Trintxerpe (170)    | Getxo (154)          |
| 2010 | 16     | Portugalete (236)   | Santoña (222)       | Zumaia B (214)       |
| 2011 | 12     | Busturialdea (178)  | Getaria (175)       | Ondarroa (170)       |
| 2012 | 13     | Trintxerpe (166)    | Orio B (158)        | San Pedro B (118)    |
| 2013 | 14     | San Pedro B (171)   | Hondarribia B (163) | Deusto-Bilbao (144)  |
| 2014 | 15     | Zarauz (204)        | Deusto-Bilbao (199) | Arkote (165)         |
| 2015 | 14     | Hondarribia B (174) | Castro (173)        | San Pedro B (149)    |
| 2016 | 14     | Oiartzun (177)      | Arkote (162)        | Hibaika (142)        |
| 2017 | 18     | Lapurdi (248)       | San Juan (239)      | Hibaika (223)        |
| 2018 | 14     | Donostiarra B (162) | Camargo (161)       | Santoña (152)        |
| 2019 | 11     | Orio B (131)        | Castro (118)        | Getxo (103)          |
| 2020 | 11     | Castro (10,50)      | Lapurdi (10,00)     | Hondarribia B (8,75) |
| 2021 | 10     | Busturialdea (8,75) | Portugalete (8,00)  | Hondarribia B (7,17) |
| 2022 | 9      | Lapurdi (98)        | Donostiarra B (76)  | Motrico (68)         |

## Palmarés
| Club        | Campeón | Segundo | Tercero | Años                   |
| ----------- | ------- | ------- | ------- | ---------------------- |
| Getaria     | 4       | 0       | 4       | 2007, 2014, 2015, 2021 |
| San Pedro   | 2       | 1       | 0       | 2006, 2022             |
| Astillero   | 2       | 0       | 0       | 2009, 2018             |
| Santurtzi   | 1       | 2       | 2       | 2010                   |
| Ciérvana    | 1       | 1       | 1       | 2013                   |
| Zarauz      | 1       | 1       | 1       | 2019                   |
| Kaiku       | 1       | 1       | 0       | 2008                   |
| Donostiarra | 1       | 1       | 0       | 2017                   |
| Ondarroa    | 1       | 0       | 1       | 2016                   |
| Pedreña     | 1       | 0       | 1       | 2020                   |
| Portugalete | 1       | 0       | 0       | 2011                   |
| Orio        | 1       | 0       | 0       | 2012                   |
| Lekittarra  | 0       | 4       | 5       |                        |
| Zumaia      | 0       | 2       | 0       |                        |
| San Juan    | 0       | 2       | 0       |                        |